# Begonia baliensis
Espèce
Begonia baliensis est une espèce de plantes de la famille des Begoniaceae. Elle a été décrite en 2009 par Deden Girmansyah.